# Teofrasto

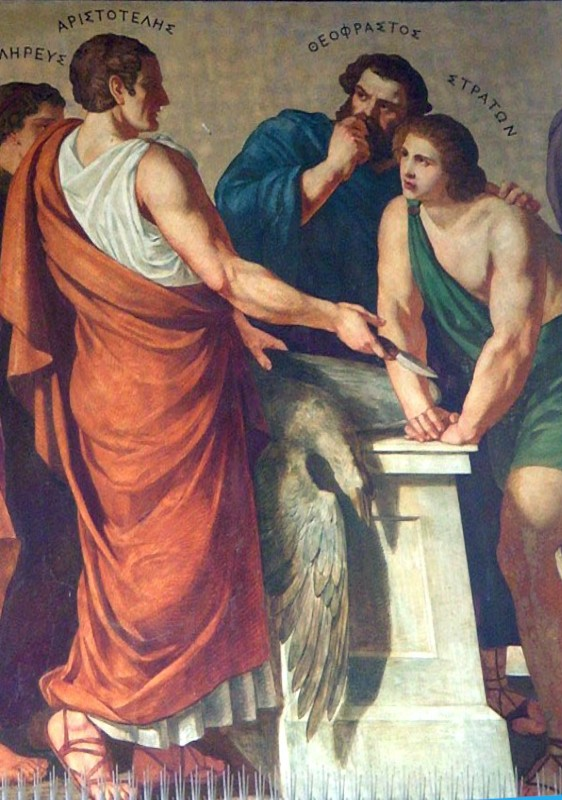
Aristóteles, Teofrasto y Estratón de Lámpsaco.

Teofrasto (en griego antiguo: Θεόφραστος, Theófrastos; Ereso, isla de Lesbos, ca. 371 a. C. – ca. 287 a. C.) fue un filósofo y botánico griego. Marchó a Atenas a una edad temprana, e inicialmente estudió en la escuela de Platón. Después de la muerte de Platón se relacionó con Aristóteles. Su nombre era Tirtamo, pero se lo conoce por su apodo Teofrasto, el cual le fue puesto por Aristóteles —según se dice— para indicar la gracia de sus disertaciones. Aristóteles le legó a Teofrasto sus escritos y lo designó como sucesor en el Liceo. Teofrasto presidió la escuela peripatética durante 36 años, durante los cuales la escuela floreció grandemente. Murió a los 85 años de edad, según Diógenes Laercio. Tras su muerte, los atenienses lo honraron con un funeral público. Su sucesor como cabeza de la escuela fue Estratón de Lámpsaco. Teofrasto fue llamado por Linneo "el padre de la Botánica".
Los intereses de Teofrasto fueron muy variados, desde biología y física hasta ética y metafísica. Estudió gramática, lenguaje y continuó con el trabajo de Aristóteles sobre la lógica. Teofrasto realizó extensas observaciones sobre migraciones de plantas y animales, biogeografía, fisiología y su comportamiento, dando un análogo temprano al concepto moderno de un nicho ecológico. Una de las obras más importantes de Teofrasto fue su famoso tratado botánico Historia Plantarum, donde hizo la primera clasificación sistemática de las plantas. Debido a todos estos trabajos sobre las plantas, es a menudo considerado el padre de la botánica.

## Biografía
Después de haber recibido su primera introducción a la filosofía en Lesbos de parte de un tal Leucipo o Alcipo, fue a Atenas y fue un miembro del círculo platónico. Después de la muerte de Platón, se vinculó con Aristóteles y con toda probabilidad lo acompañó a Estagira. La íntima amistad de Teofrasto con Calístenes, el alumno y compañero de Alejandro Magno, la mención hecha en su testamento de una finca de su pertenencia en Estagira y los repetidos apuntes de la ciudad y de sus museos en la Historia de las plantas son hechos que conducen a esta conclusión.
Aristóteles lo nombró en su testamento tutor de sus hijos, le legó su biblioteca y los originales de sus trabajos, y lo designó su sucesor en el Liceo con su propia separación a Calcis. Eudemo de Rodas también hace alusiones a esta situación y se dice que Aristóxeno estaba resentido por esta decisión de Aristóteles.
Teofrasto presidió la escuela peripatética durante treinta y cinco años y murió en 287 a. C. Bajo su dirección, la escuela floreció admirablemente —hubo un tiempo en el que tuvo más de 2000 estudiantes— y a su muerte le legó su casa con jardín y columnatas como lugar permanente de enseñanza.
Menandro estuvo entre sus alumnos. Su popularidad se puso de manifiesto en el respeto que le profesaban Filipo, Casandro y Ptolomeo, y por la desestimación total de un cargo de irreligiosidad interpuesto contra él. Fue honrado con un funeral público y la totalidad de la población de Atenas lo honró grandemente siguiendo el cortejo hasta la tumba, según relata Diógenes Laercio.

## Obra

Historia plantarum, 1549.

La medida en que Teofrasto siguió las doctrinas de Aristóteles o las definió con mayor precisión o las concibió de una forma diferente y qué estructuras adicionales de pensamiento puso sobre ellas solo puede determinarse parcialmente debido a la pérdida de muchas de sus obras. Muchas de sus opiniones tienen que ser reconstruidas a partir de los trabajos de escritores posteriores como Alejandro de Afrodisias y Simplicio. En los listados de los antiguos se extienden sus actividades en todos los campos del conocimiento de su tiempo. Sus escritos difieren probablemente poco del tratamiento aristotélico de los mismos temas, si bien con detalles suplementarios.
Influyó en su tiempo como un gran divulgador de la ciencia. Lo más importante de sus escritos son dos voluminosos tratados botánicos:
- Historia de las plantas (Περὶ φυτικῶν ἱστοριῶν α’-θ’; en latín,  De historia plantarum), en nueve libros (originalmente diez).
- Sobre las causas de las plantas (Περὶ φυτικῶν αἰτιῶν α’-ς’; en latín,  De causis plantarum), en seis libros (originalmente ocho).

Estos tratados constituyen la más importante contribución a la ciencia botánica de toda la Antigüedad hasta el Renacimiento.

### Los caracteres
La obra Los caracteres o Caracteres morales (Ἠθικοὶ χαρακτῆρες; en latín, Characteres) consiste en un breve, vigoroso y mordaz boceto de los tipos morales, que contiene una valiosa descripción de la vida de su tiempo. Se trata, en definitiva, del primer intento escrito de una sistemática de caracteres. El libro está considerado por algunos especialistas como un trabajo independiente, otros se inclinan por sostener que son bosquejos que escribió de tanto en tanto y que fueron recopilados y editados después de su muerte, otros son de la opinión de que Los caracteres formaba parte de un trabajo sistemático más amplio; pero el estilo del libro contradice esta opinión.
Teofrasto ha tenido muchos imitadores de esta manera de escribir, notablemente Joseph Hall (1608), Sir Thomas Overbury (1614-16), John Earle (1628) y Jean de La Bruyère (1688), quien incluso tradujo Los caracteres.

### Otras obras
- Calístenes o Sobre el dolor (Καλλισθένης ἢ Περὶ πένθους; en latín, Callisthenes sive de dolore), opúsculo perdido.
- Historia de la física (Περὶ φυσικῶν α’-ιη'), de la que se conservan las siguientes partes: 
  - Sobre el fuego (Περὶ πυρός; en latín, De igne).
  - Sobre los vientos ( Περὶ ἀνέμων; en latín, De ventis).
  - Sobre las piedras (Περὶ λίθων; en latín, De lapidibus).
- Sobre las sensaciones (en latín, De sensibus).
- Una obra sobre metafísica, Airoptai (en latín, Metaphysica), que probablemente formó parte de un tratado sistemático.

Algunos fragmentos científicos más pequeños han sido compilados en las ediciones de 1818 a 1821 de Johann Gottlob Theaenus Schneider (1750 - 1822), en las de 1842 a 1862 de F. Wimmer y en la de bolsillo Analecta Theophrastea.

## Sucesión
| Predecesor: Aristóteles | Escuela peripatética 322 a. C. - 287 a. C. (36 años) | Sucesor: Estratón de Lámpsaco |

## Eponimia
- El cráter lunar Theophrastus lleva este nombre en su memoria.[5]

- La abreviatura «Theophr.» se emplea para indicar a Teofrasto como autoridad en la descripción y clasificación científica de los vegetales.[6]

### Obras de Teofrasto
- Fragmentos del Tratado de las leyes.
  - Texto francés en el sitio de Philippe Remacle; ed. de 1870, en París.
    - Philippe Remacle (1944 - 2011): helenista y latinista belga de expresión francesa.
- Los caracteres (Χαρακτήρες).
  - Texto español: vista previa en Google Books.
    - Texto francés en Wikisource; traducción de Jean de La Bruyère.
      - Texto griego, con índice electrónico, en el Proyecto Perseus. Empleando el rótulo activo "load", que se halla en la parte superior derecha, se obtiene ayuda en inglés con el vocabulario griego del texto.
      - Texto griego en Wikisource.
      - Texto griego  en el sitio de la Bibliotheca Augustana (Augsburgo).
- Sobre las sensaciones.
  - Traducción de George M. Stratton al inglés (1917), en Wikisource.
    - George M. Stratton (1865 - 1957): psicólogo estadounidense, pionero del estudio de la percepción visual.

  - Traducción al francés, con anotaciones en este idioma, en el sitio de Ph. Remacle: trad. de Paul Tannery en su obra Contribuciones a la historia de la ciencia helena (Pour l'histoire de la science hellène) de parte de la obra de Diels Doxógrafos griegos (Doxographi Graeci, Berlín, 1879); ed. de 1930, en París.
    - Paul Tannery (1843 - 1904): historiador francés de la ciencia.

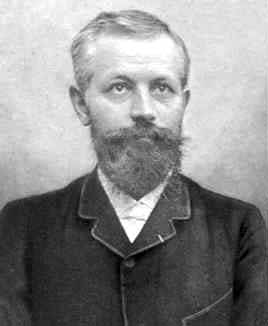
Paul Tannery.

- Sobre las piedras (Περὶ λίθων). 
  - Texto y anotaciones en inglés.
  - Texto francés en el sitio de Ph. Remacle; trad. de Fernand Dusaussay de Mély; ed. de 1902, en París.
    - Fernand de Mély (Fernand Marie Charles Dusaussay de Mély, 1851 - 1935): estudioso francés, arqueólogo y crítico de arte.
- Sobre el origen de las plantas (Περὶ Φυτῶν Αἰτιῶν).
  - Libro I: texto francés, con anotaciones en este idioma, en el sitio de Ph. Remacle: trad. de Émile Egger y Eugène Fournier; ed. de 1887, en París.
    - Émile Egger (Auguste-Émile Egger, 1813 - 1885): helenista francés.

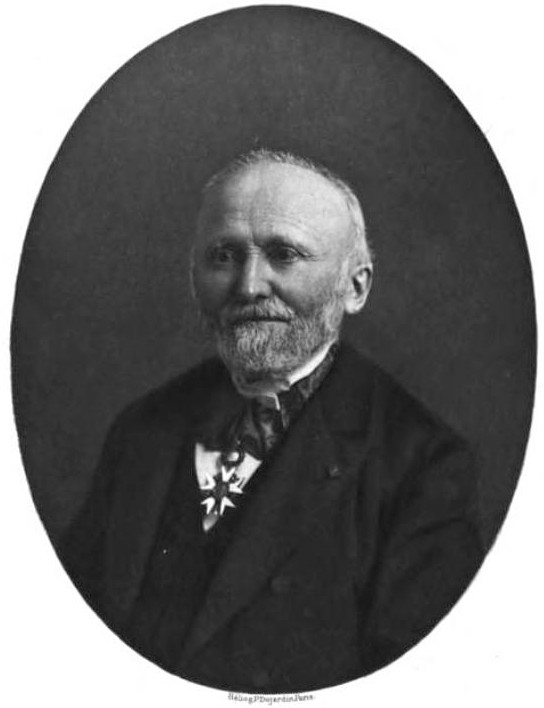
Émile Egger en 1886.

- Opúsculo Metafísica o Sobre los primeros principios.
  - Texto español en Academia.edu; traducción de David Torrijos-Castrillejo.
- Textos en griego, en Wikisource.

### Estudios sobre Teofrasto
- PIERRON, Pierre Alexis: Historia de la literatura griega (Histoire de la littérature grecque, 1850).
  - Aristóteles y Teofrasto: texto francés en el sitio de Philippe Remacle (1944 - 2011). Ed. de Hachette, 1875.
- La inconsciencia de ser posterior a Aristóteles: la metafísica de Teofrasto (The Oblivion of Being after Aristotle: Theophrastus' Metaphysics).  
  - Texto inglés en el sitio Onthology (Ontología).
- La lógica peripatética: la obra de Eudemo de Rodas y la de Teofrasto de Ereso (Peripatetic Logic: The Work of Eudemus of Rhodes and Theophrastus of Eresus).
  - Texto inglés. Archivado el 14 de agosto de 2011 en Wayback Machine. En el mismo sitio.
- DIÓGENES LAERCIO: Vidas, opiniones y sentencias de los filósofos más ilustres, V, 36 - 57 (Teofrasto).
  - Texto español en la Biblioteca Virtual Miguel de Cervantes.
  - Traducción al español en Wikisource.
    - Texto griego en Wikisource.
- ENEAS DE GAZA: Teofrasto.
  - Texto francés, con introducción y anotaciones en el mismo idioma, en el sitio de Ph. Remacle; trad. de Marie-Nicolas Bouillet. Hachette. 1859.
  - Marie-Nicolas Bouillet (1798 - 1865): profesor, traductor y lexicógrafo francés.

- Datos: Q160362
- Multimedia: Theophrastus / Q160362
- Citas célebres: Teofrasto
- Textos: Autor:Teofrasto
- Especies: Theophrastus